# Liam Boyce
Liam Boyce (Belfast, 8 de março de 1991), é um futebolista norte-irlandês que atua como atacante. Atualmente defende o Heart of Midlothian e a Seleção Norte-Irlandesa.

## Carreira em clubes
Começou a carreira em 2008, no Cliftonville, aos 17 anos, atuando em 15 jogos e marcando um gol. Durante sua primeira passagem pelos Reds, Boyce atuou em 56 partidas oficiais e marcou 19 gols. Em julho de 2010, fez testes no Celtice abriu negociações com o Greuther Fürth em agosto do mesmo ano, mas a contratação foi cancelada. O atacante permaneceu na Alemanha para assinar com o Werder Bremen, mas suas participações no clube foram apenas pelo time B (3 jogos), saindo em outubro de 2011.
Após 3 meses sem jogar, regressou ao Cliftonville em janeiro de 2012, ajudando a equipe a conquistar seu primeiro título nacional desde 1998, além de ter sido o artilheiro do Campeonato, com 29 gols e conquistando os prêmios de Melhor Jogador da Irlanda do Norte e de Melhor Jogador pela Associação de Jornalistas do país. Sagrou-se bicampeão nacional na temporada seguinte, marcando 21 gols. A segunda passagem de Boyce pelo Cliftonville foi encerrada em 2014, com 108 partidas e 59 gols marcados.
Defendeu também Ross County (venceu a Copa da Liga Escocesa de 2015–16) e Burton Albion, pelo qual foi artilheiro da Copa da Liga Inglesa de 2019–20, com 5 gols (mesmo quando já tinha saído da equipe antes do final da competição).
Em janeiro de 2020, voltou à Escócia para defender o Heart of Midlothian.

## Seleção
Com passagem pelas equipes de base da Irlanda do Norte, Boyce estreou pelo time principal em fevereiro de 2011, contra a Escócia. Ele marcaria seu primeiro gol pela seleção apenas em 2017, na vitória por 1 a 0 sobre a Nova Zelândia.

## Títulos
Cliftonville
- Campeonato Norte-Irlandês: 2012–13, 2013–14
- Copa da Liga da Irlanda do Norte: 2012–13, 2013–14
- County Antrim Shield: 2008–09, 2011–12

Ross County
- Copa da Liga Escocesa: 2015–16[12]

Heart of Middlothian
- Scottish Championship: 2020–21

### Individuais
- Futebolista do Ano da Irlanda do Norte: 2012–13[6]
- Futebolista do Ano pela Associação de Jornalistas da Irlanda do Norte: 2012–13[7]
- Artilheiro da Scottish Premiership: 2016–17 (23 gols)
- Artilheiro da Scottish Championship: 2020–21 (14 gols)
- Artilheiro da Copa da Liga Inglesa: 2019–20 (5 gols)